# NGC 4567
NGC 4567 (również Syjamskie Bliźniaki, PGC 42064 lub UGC 7777) – galaktyka spiralna (Sbc), znajdująca się w gwiazdozbiorze Panny. Została odkryta 15 marca 1784 roku przez Williama Herschela. Należy do gromady w Pannie.
NGC 4567 wraz z NGC 4568 tworzy optyczną parę, zwaną potocznie „Bliźniętami Syjamskimi”. Przesunięcie ku czerwieni obu tych galaktyk jest zbliżone, co oznacza, że mogą się znajdować blisko siebie, nie wiadomo jednak, czy na tyle blisko, by oddziaływać na siebie grawitacyjnie.